# فهرست وابسته‌های دیپلماتیک اتیوپی

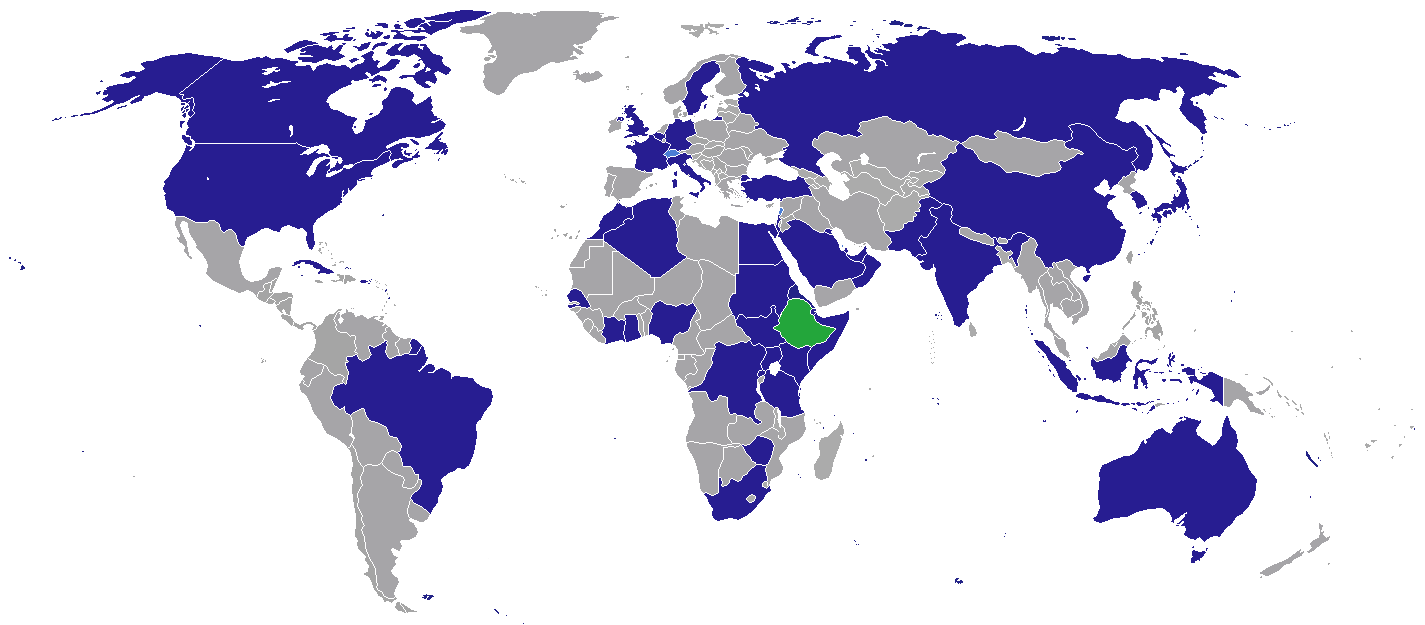
نقشهٔ وابسته‌های دیپلماتیک اتیوپی

این مقاله شامل فهرست وابسته‌های دیپلماتیک اتیوپی است که کنسول‌گری‌های افتخاری را در بر نمی‌گیرد.
در ژوئیه ۲۰۲۱، دولت اتیوپی اعلام کرد که حداقل ۳۰ وابستهٔ دیپلماتیک خود در خارج از کشور را می‌بندد.

## آفریقا
- جیبوتی
  - جیبوتی (شهر) (سفارت)
- اریتره
  - اسمره (سفارت)
- غنا
  - آکرا (سفارت)
- ساحل عاج
  - آبیجان (سفارت)
- کنیا
  - نایروبی (سفارت)
- نیجریه
  - آبوجا (سفارت)
- سنگال
  - داکار (سفارت)
- سومالی
  - موگادیشو (سفارت)
  - غاروی (سرکنسولگری)
- سومالی‌لند
  - هرجیسا (سرکنسولگری)[۲]
- آفریقای جنوبی
  - پرتوریا (سفارت)
- سودان جنوبی
  - جوبا (سفارت)
- سودان
  - خارطوم (سفارت)
- اوگاندا
  - کامپالا (سفارت)
- زیمبابوه
  - هراره (سفارت)

## آمریکا
- کوبا
  - هاوانا (سفارت)
- ایالات متحده آمریکا
  - واشینگتن، دی.سی. (سفارت)[۳]

## آسیا
- بحرین
  - منامه (سرکنسولگری)[۴]
- چین
  - پکن (سفارت)[۵]
  - گوانگ‌ژو (سرکنسولگری)
  - شانگهای (سرکنسولگری)
- هند
  - دهلی نو (سفارت)[۶]
  - بمبئی (سرکنسولگری)[۷]
- اسرائیل
  - تل‌آویو (سفارت)[۸]
- ژاپن
  - توکیو (سفارت)[۹]
- کویت
  - کویت (شهر) (سفارت)
- عمان
  - مسقط (سفارت)
- قطر
  - دوحه (سفارت)[۱۰]
- عربستان سعودی
  - ریاض (سفارت)
  - جده (سرکنسولگری)
- ترکیه
  - آنکارا (سفارت)
- امارات متحده عربی
  - ابوظبی (سفارت)[۱۱]
  - دبی (سرکنسول‌گری)[۱۲]

## اروپا
- بلژیک
  - بروکسل (سفارت)[۱۳]
- فرانسه
  - پاریس (سفارت)[۱۴]
- آلمان
  - برلین (سفارت)[۱۵]
- ایتالیا
  - رم (سفارت)[۱۶]
- روسیه
  - مسکو (سفارت)
- سوئد
  - استکهلم (سفارت)[۱۷]
- بریتانیا
  - لندن (سفارت)[۱۸]

## سازمان‌های چندجانبه
- اتحادیه آفریقا
  - آدیس آبابا (مأموریت دائمی در اتحادیه آفریقا)
- اتحادیه اروپا

- - بروکسل (مأموریت در اتحادیه اروپا)
- سازمان ملل متحد
  - ژنو (مأموریت دائمی در سازمان‌های چندجانبه)
  - نیویورک (مأموریت دائمی در سازمان ملل متحد)

## نگارخانه

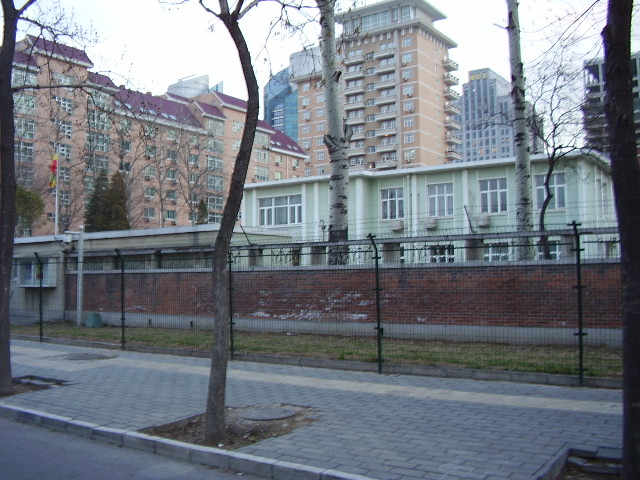
سفارت‌خانهٔ اتیوپی در پکن
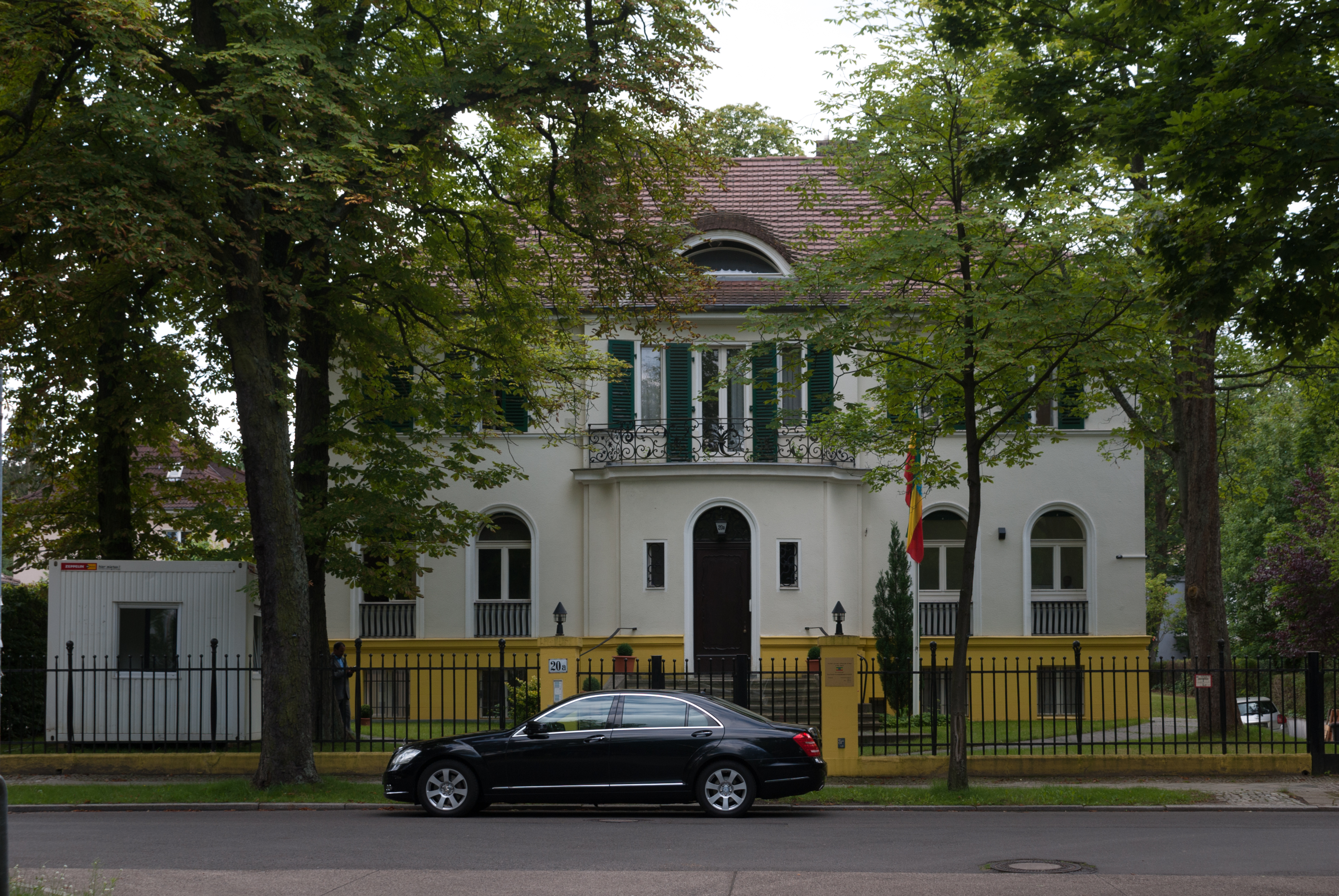
سفارت‌خانهٔ اتیوپی در برلین
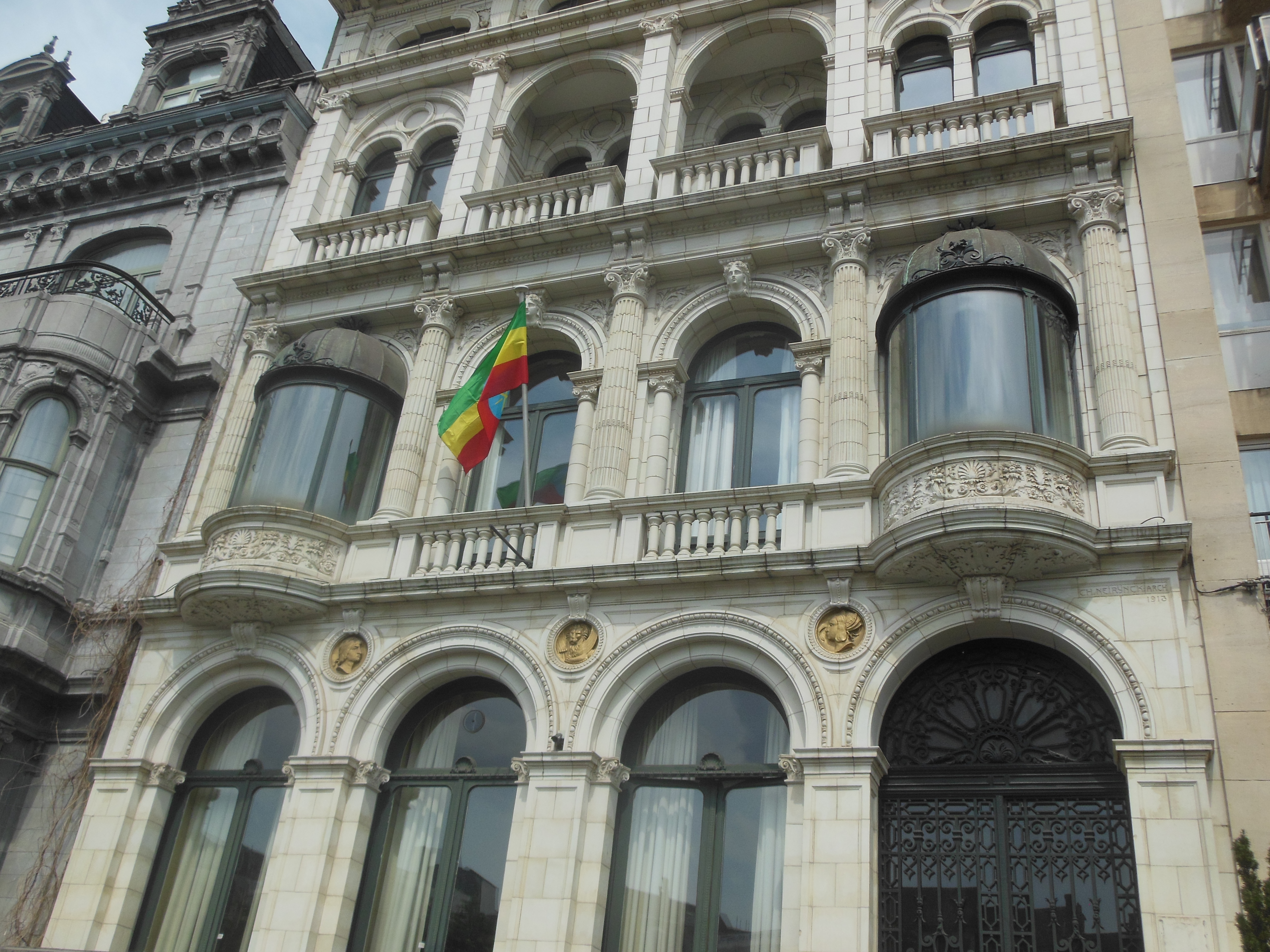
سفارت‌خانهٔ اتیوپی در بروکسل
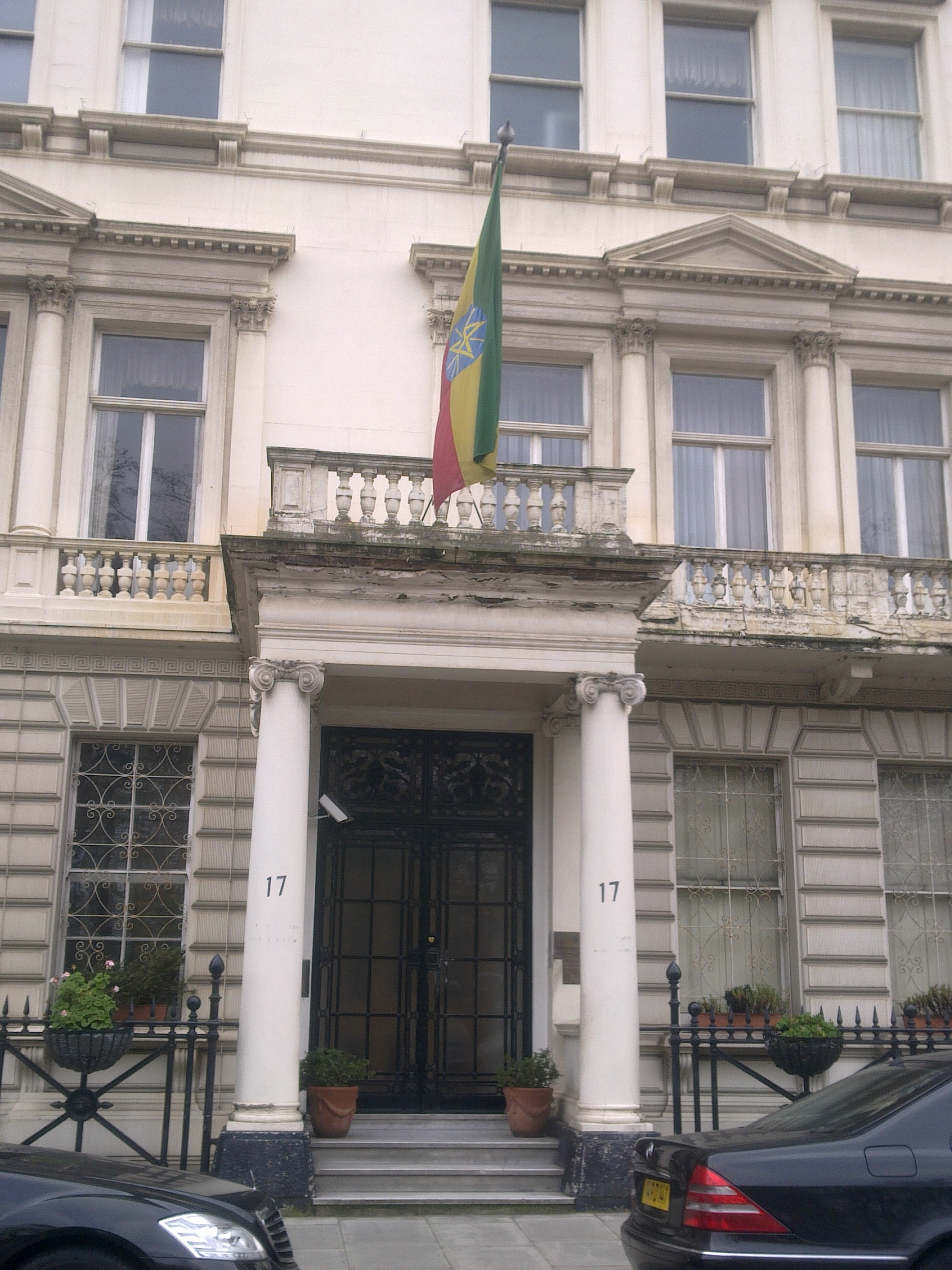
سفارت‌خانهٔ اتیوپی در لندن
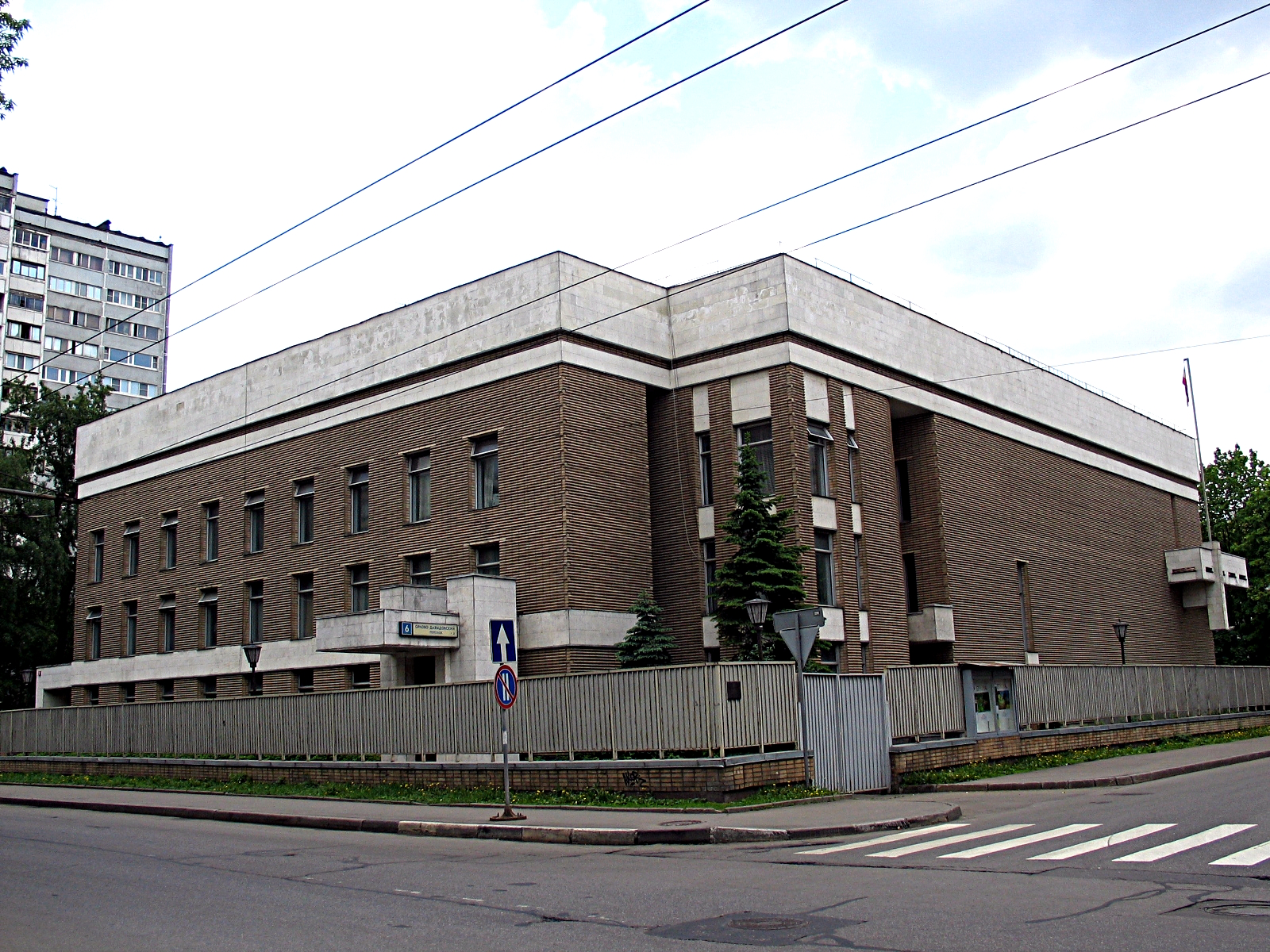
سفارت‌خانهٔ اتیوپی در مسکو
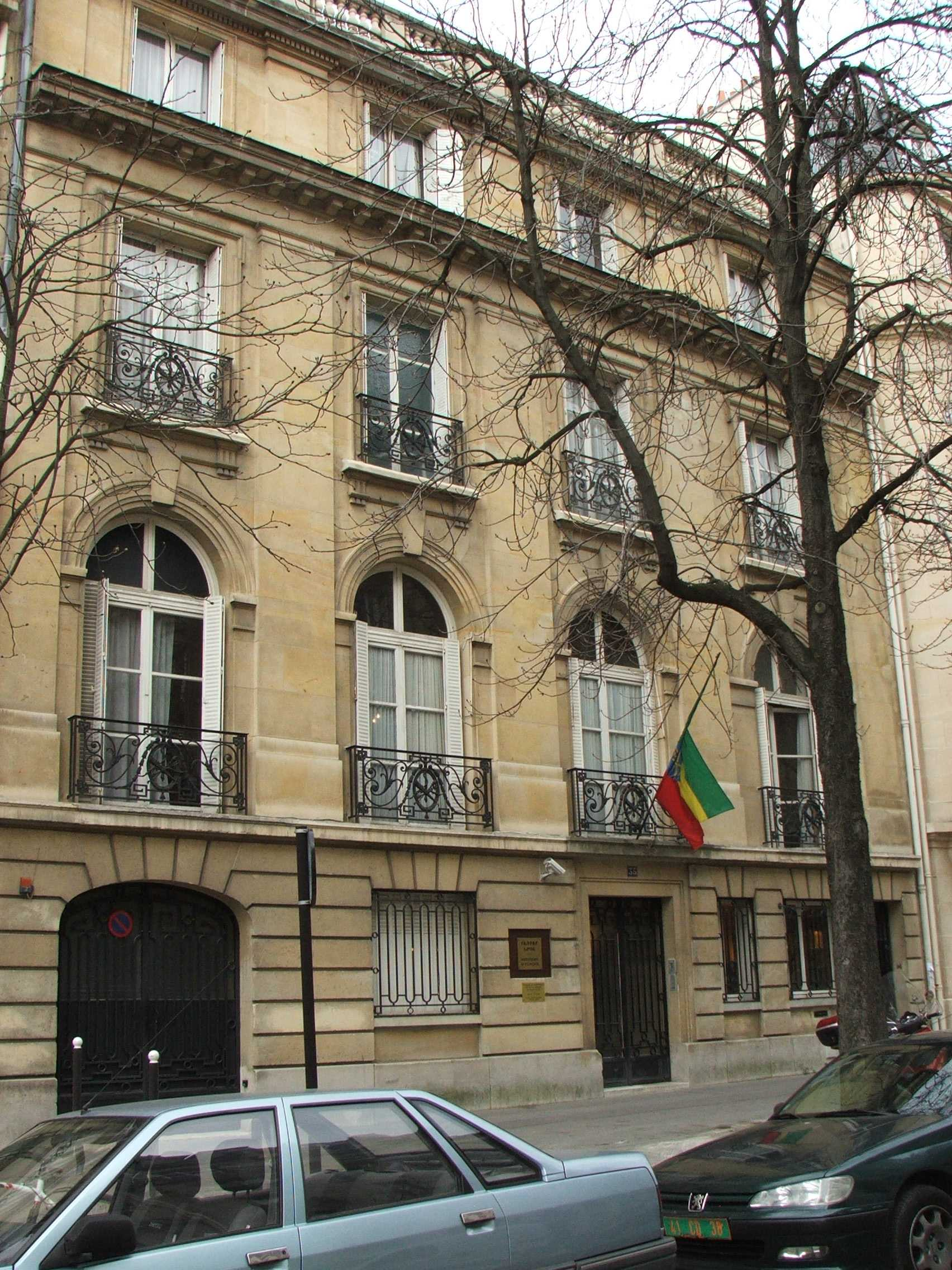
سفارت‌خانهٔ اتیوپی در پاریس
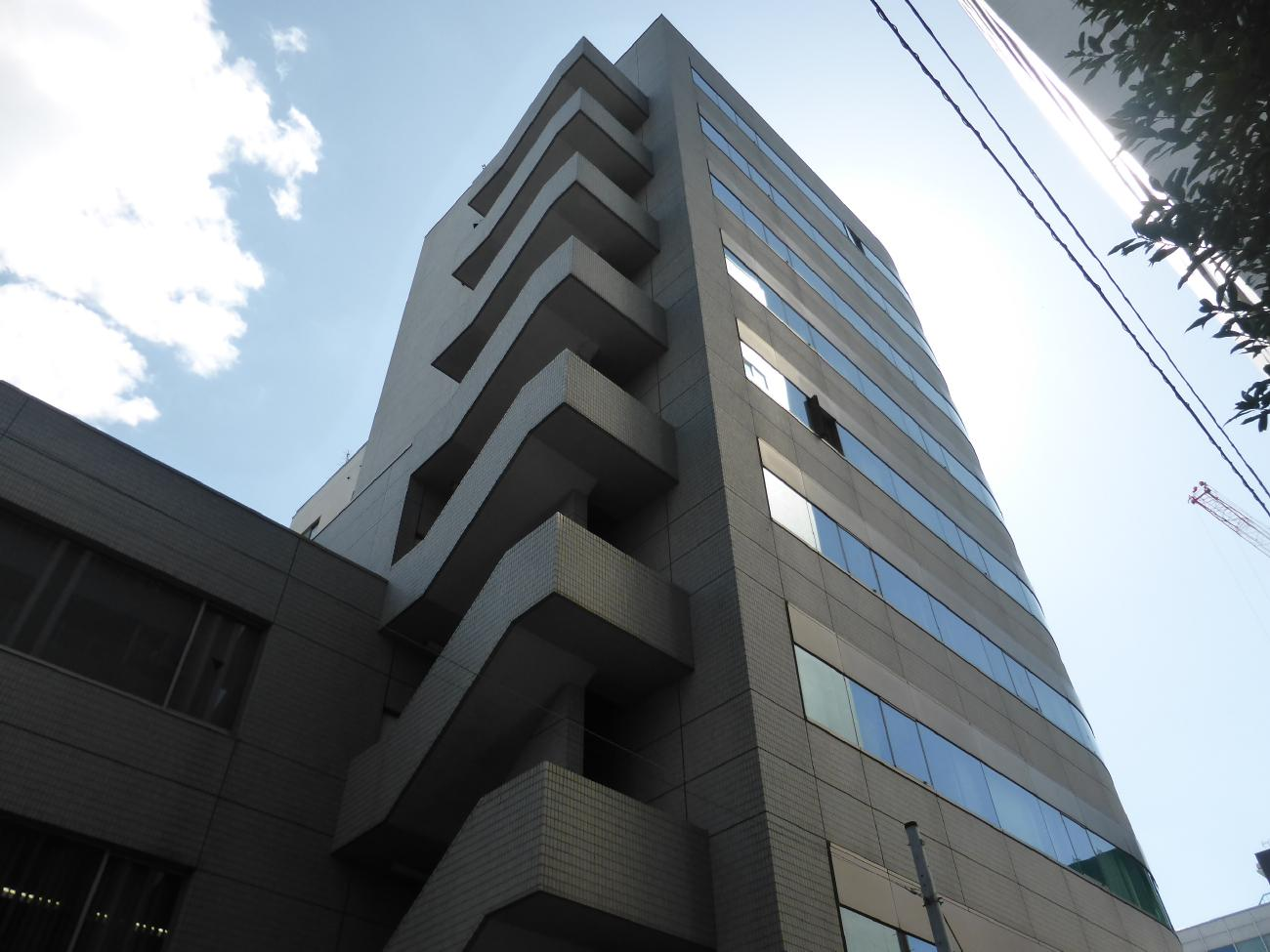
سفارت‌خانهٔ اتیوپی در توکیو
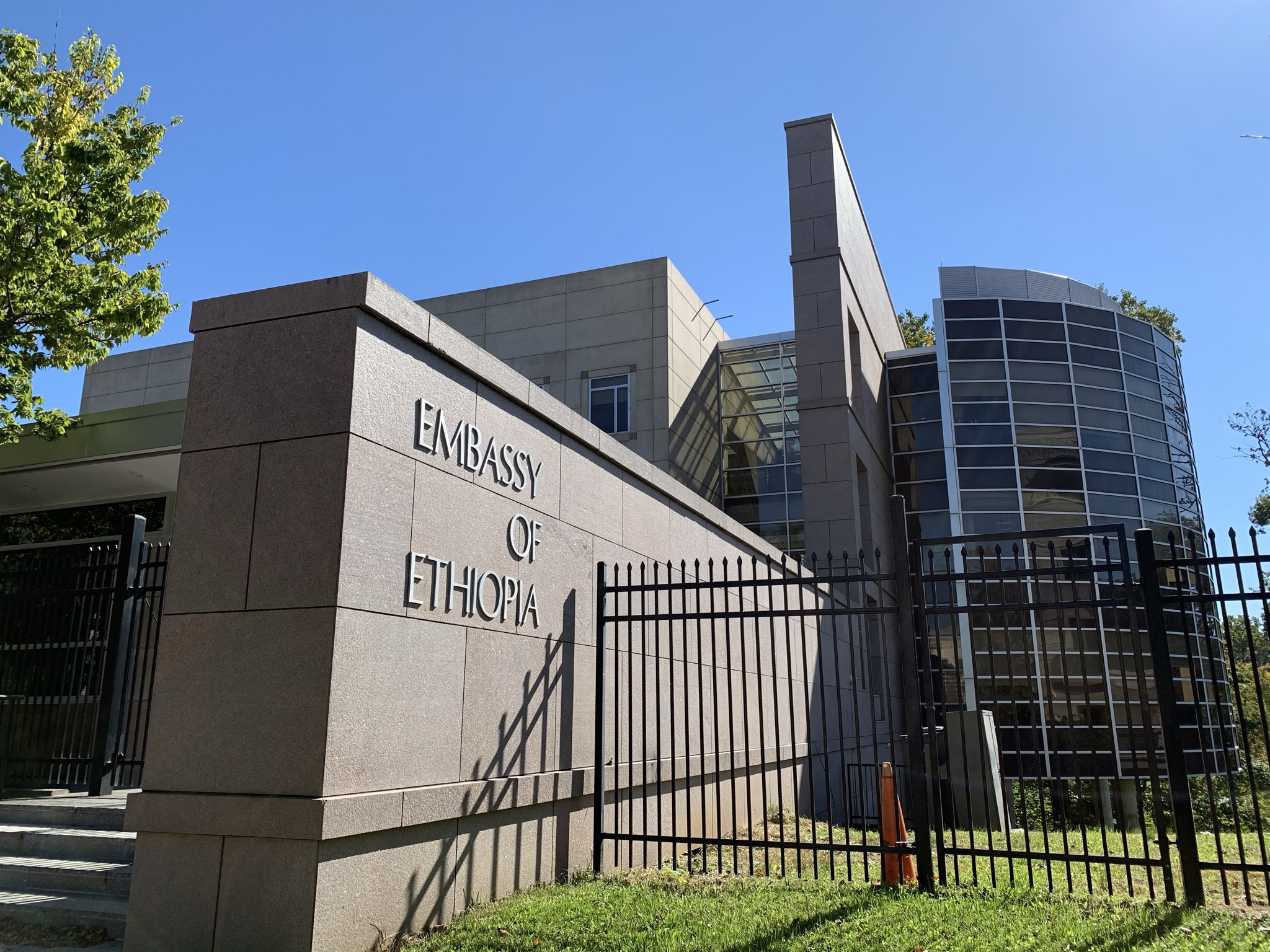
سفارت‌خانهٔ اتیوپی در واشینگتن، دی.سی.